# Amok Time
Amok Time is de eerste aflevering van het tweede seizoen van De oorspronkelijke serie van Star Trek.
Deze werd voor het eerst uitgezonden op 15 september 1967 op de Amerikaanse televisiezender NBC. De aflevering werd beroemd door de vechtscène tussen Spock en Kirk. In 1968 werd Amok Time genomineerd voor een Hugo Award.

## Synopsis
Spock heeft last van pon farr, een paringsdrang. Hij is hierdoor onberekenbaar en agressief en moet zo snel mogelijk naar zijn thuisplaneet Vulcan voor een paringsritueel omdat hij anders zal sterven. Aangekomen op Vulcan dalen Spock, Kirk en Dr. McCoy af naar het landgoed van de familie van Spock.
Spock moet zijn eer bewijzen door met een andere man genaamd Stonn te vechten om zo het recht te verwerven om met zijn (aan hem uitgehuwelijkte vrouw) T'Pring te kunnen trouwen. Het gevecht zal plaatsvinden onder toezicht van de priesteres T'Pau. T'Pring maakt echter gebruik van haar recht op koen-ut-kal-if-fie, het recht om een andere tegenstander aan te wijzen. Ze kiest Kirk en Kirk accepteert de uitdaging, maar hoort vervolgens dat het een gevecht tot de dood zal zijn.
McCoy weet Kirk te injecteren met een middel waardoor hij schijndood wordt. Spock is na het gevecht en de rouw om de dood van Kirk niet meer geïnteresseerd in T'Ping. Hij vraagt haar waarom ze Kirk aanwees en T'Pring verklaart dat ze met Stonn wil trouwen, de man van wie ze écht houdt. Of Spock of Kirk nou gewonnen had, T'Pring kan hoe dan ook trouwen met Stonn. Spock zegt dat dit logisch klinkt en laat zich aan boord van de USS Enterprise teleporteren en zegt zichzelf aan te willen geven. Tot zijn verbazing staat Kirk levend en wel achter hem, waarop Spock heel even heftige blijdschap toont alvorens hij zichzelf weer weet te beheersen.

## Trivia
- Dit is de enige aflevering van de originele serie die zich op de planeet Vulcan afspeelt.
- Het is de eerste aflevering waarin de Vulcaanse groet Live long and prosper (vertaling: Leef lang en vaar wel wordt gebruikt.
- De vechtscène werd geparodieerd in de film The Cable Guy uit 1996 en in enkele afleveringen van The Simpsons.